# Trindade và Martin Vaz
Trindade and Martin Vaz (tiếng Bồ Đào Nha: Trindade e Martim Vaz, phát âm [tɾĩˈdadʒi i mɐʁˈtʃĩ ˈvas]) là một quần đảo nằm cách Vitória 1,170 kilômét (0,727 dặm) về phía đông và thuộc vùng Nam Đại Tây Dương, nằm trong đơn vị hành chính của Bang Espírito Santo, Đông Nam Brasil. Quần đảo này có tổng diện tích 10,4 kilômét vuông (4,0 dặm vuông Anh) và dân số 32 người (quân nhân Hải quân Brasil). Quần đảo gồm năm đảo chính và vài cụm đá nổi; Trindade là đảo lớn nhất, với diện tích 10,1 kilômét vuông (3,9 dặm vuông Anh); về phía đông khoảng 49 kilômét (30 dặm) là cụm tiểu đảo Martin Vaz, với tổng diện tích 0,3 kilômét vuông (30,0 hécta) .
Quần đảo này được hình thành từ núi lửa và có hình dạng ghồ ghề. Phần lớn quần đảo là núi, trừ phần phía nam của Trindade. Nơi này được các nhà thám hiểm Bồ Đào Nha Estêvão da Gama phát hiện vào năm 1502 và thuộc về Bồ Đào Nha cho tới khi được chuyển giao cho Brasil khi nước này độc lập. Từ năm 1895 đến 1896, Trindade bị Vương quốc Liên hiệp Anh chiếm đóng cho tới khi một thỏa thuận chuyển giao đạt được với Brasil. Trong khoảng thời gian này, Trindade có tên là "Nam Trinidad."

## Địa lý
Các đảo và tọa độ tương ứng:
- Ilha da Trindade ("Đảo Trinity" theo tiếng Bồ Đào Nha) (20°31′30″N 29°19′30″T / 20,525°N 29,325°T)
- Ilhas de Martim Vaz (20°30′0″N 28°51′0″T / 20,5°N 28,85°T)
  - Ilha do Norte ("Đảo Bắc"), cách đảo Ilha da Racha 300 mét (980 foot) về phía tây bắc bắc, cao 75 mét (246 foot). (20°30′0″N 28°51′0″T / 20,5°N 28,85°T)
  - Ilha da Racha ("Đảo Crack") hay Ilha Martim Vaz, là đảo lớn nhất, 175 mét (574 foot) high near the northwest end. The shores are strewn with boulders. (20°30′18″N 29°20′42″T / 20,505°N 29,345°T)
  - Rochedo da Agulha ("Đá Kim"), đá cách Ilha da Racha 200 mét (660 foot) về phía tây bắc, cao 60 mét (200 foot).
  - Ilha do Sul ("Đảo Nam"), 1.600 mét (5.200 foot) south of Ilha da Racha, is a rocky pinnacle. Ilha do Sul is the easternmost point of Brazil. (20°31′0″N 28°51′0″T / 20,51667°N 28,85°T)